# کلدونیا (میسیسیپی)
کَلِدونیا (به انگلیسی: Caledonia) شهرکی در ایالت میسیسیپی کشور ایالات متحده آمریکا است که جمعیت آن در سرشماری سال ۲۰۱۰ میلادی، ۱٬۰۴۱
نفر بوده‌است.